# 大久保長安事件
大久保長安事件（おおくぼながやすじけん）は、慶長18年（1613年）4月に起こった江戸時代初期の粛清事件。

## 経緯
以下の経緯は『駿府記』『当代記』の記述を元にしている。
武田氏の遺臣から徳川家康に抜擢され、江戸幕府の代官頭として大きな権力を有していた大久保長安は、慶長17年7月頃より中風を患っていたが、翌慶長18年（1613年）4月25日、駿府にて死去した。遺体を甲斐に葬るために、急ぎ葬儀の準備が行われたが、家康より近年の代官所の勘定が滞っていることを理由に、中止が命じられた。5月6日、家康は長安配下の勘定・手代を呼び出し調査した所、過分な私曲を行ったことが発覚した。これに怒った家康は諸国にある長安の財貨を調べることを命じ、19日には長安配下の手代を大名に預けている。
また家康は長安の息子達に長安の代官所の勘定を命じたが、5月17日に「若輩故の能力不足で役目を果たせない」との回答があった。それに対して家康は、命令を遂行できなければ迷惑は各所へ広がるので、長安が支配した佐渡金山や石見銀山は勿論、関東に千石の知行も与えられないとして、彼らを勘当している。なお『中臣祐範記』によれば、長安の嫡男大久保藤十郎は関ヶ原の戦い後に、奈良奉行を務めている。
長安の子、嫡男・藤十郎、次男・外記、三男・青山成国、四男・雲十郎、五男・内膳、他2名の合計7人は、慶長18年（1613年）7月9日、切腹となり大久保長安家は断絶した。また手代は同日、彦坂光正の下に置かれた。長安の財貨は厳しく改められた。諸国よりの金銀は凡そ5,000貫目余、茶道具一式を始めとする金製・銀製各一種類の各種道具も多数没収され、駿府の蔵に収められた。また連座して、成国を養子とした老中青山成重が8月に、石川康長が長安と共謀して知行を隠匿したとして10月に改易された。他に『慶長見聞書』には、5月に堺奉行米津親勝が流罪（翌年切腹）となったのは、長安と結託して私曲を行ったためとある。
慶長18年（1613年）、武田信道・武田信正父子が、大久保長安事件に連座して松平康長に預けられ、後に伊豆大島に寛文3年（1663年）3月まで配流された（『甲斐国志』）。
なお連座ではないが慶長14年に中村忠一が死去、改易された際に、忠一の財産を長安に渡したことが発覚して、10月に徒頭久貝正俊・大納戸弓気多昌吉が叱りを受け、鵜殿重長が改易され、後に切腹させられた。

## 背景
長安の豪奢な生活は生前から有名で、『当代記』にその旨が幾つか書かれている。例えば毎年鉱山巡視の際には、遊女70～80人等を含めた250人（伝馬・人夫は別）を引き連れ、宿所も自身の代官所故に思うままの造作をしたとあり、路中の民は迷惑したとある。
家康がこのような長安の振る舞いをどの様に捉えていたかは不明である。『駿府記』『当代記』より後に編纂された『慶長年録』によれば、家康は長安の振る舞いを知っていたものの、長安が有能なため捨て置いて死後になって罪に問うたとされる。
また同書には、大久保忠隣と本多正信の不仲故に、正信が長安の死後に家康へ讒訴したともある。後者は『徳川実紀』にも引き継がれ、長安事件は忠隣改易も含め家康の意志によるものではなく、正信・正純の讒言が主因としている。